# かあかあカラスの勘三郎/Danceしない?
「かあかあカラスの勘三郎/Danceしない?」（かあかあカラスのかんざぶろう/ダンスしない?）は、鈴木梨央の2枚目のシングル。2016年11月23日にavex traxからダブルA面シングルとして発売された。単独名義では初シングルとなる。

## 概要
2016年10月 - 11月にNHK『みんなのうた』で放送された「かあかあカラスの勘三郎」と、初となるダンスナンバー「Danceしない?」が収録されている。CD＋DVD、CDのみの2形態で発売された。 
DVDには両曲のミュージック・ビデオが収録され、「Danceしない?」のミュージック・ビデオではダンス初挑戦ながらキッズダンサーたちとともにキレのある「ハッピーダンス」を披露。また、芦田愛菜、寺田心らジョビィキッズ所属の約700人の子役と「ハッピーダンス」を踊る「Danceしない?」の「700名子役出演限定ダンスバージョン」のミュージック・ビデオが別途制作され、ジョビィキッズの公式YouTubeチャンネルにて公開された。
『みんなのうた』で放送された「かあかあカラスの勘三郎」のアニメーションの映像は、2000年6月 - 7月に放送された「名もない花のように」以来、16年ぶり12回目の参加となる「こづつみPON」名義の小堤一明が制作した。
『みんなのうた』における「こづつみPON」名義では「名もない花のように」以来、2回目。

## 収録曲
<CD>
1. かあかあカラスの勘三郎
作詞・作曲：松宮恭子、編曲：井上慎二郎、小野香代子
  - NHK『みんなのうた』2016年10 - 11月度使用曲

2. Danceしない?
作詞・作曲・編曲：浅利進吾
3. かあかあカラスの勘三郎 (オリジナル・カラオケ)
4. Danceしない? (オリジナル・カラオケ)

<DVD>
1. かあかあカラスの勘三郎（MUSIC VIDEO）
2. Danceしない?（MUSIC VIDEO）